# Bhachok
Bhachok ist ein Dorf und Village Development Committee im Kaski-Distrikt in der Gandaki-Zone im Zentrum von Nepal. Im Jahr 2011 lebten insgesamt 1511 Menschen in dem Dorf, während es 1991 noch über 2000 waren.

## Lage
Das Dorf befindet sich 130 Kilometer nordwestlich von Kathmandu, der Hauptstadt Nepals. Die Straßen in der Umgebung sind sehr schlecht, steil und kurvig. Die nächstgrößere Stadt ist Pokhara.

## Klima

### Temperatur
Das Klima ist nass und subtropisch. Die Temperaturen liegen um die 18 °C. Der wärmste Monat ist Oktober mit 20 °C und der kälteste Monat ist Januar mit 12 °C.

### Niederschlag
Der Jahresniederschlag beträgt 2101 Millimeter. Der niederschlagsreichste Monat ist Juli, mit 425 Millimeter Regen und der niederschlagsärmste Monat ist November mit 6 Millimeter Regen.